# Mama Killa
Mama Killa ("Mor måne") på spanska Mama Quilla, var månens gudinna inom Inkafolkets mytologi. Hon var dotter till skaparen Viracocha, syster och maka till solguden Inti, och mor till Inkarikets första kungapar, Manco Cápac och Mama Uqllu. Hon tillbads även som tidens, äktenskapens och menstruations gudinna, och betraktades som kvinnornas beskyddare.  
Mama Killa sågs som en vacker kvinna med förmågan att gråta tårar av silver, och hon avbildades som ett ansikte på en silverskiva. Hon hade ett eget tempel i Cusco där hon betjänades av prästinnor och hennes silverskiva täckte en hel vägg. 
Hon tillbads som den tredje av de tre främsta gudarna, efter Inti och åskguden Illapu, men tycks i praktiken ha varit den mest populära guden på många håll i Inkariket, särskilt i kusttrakterna och bland Chiumufolket.  
Månförmörkelser uppfattades i Inkariket som att gudinnan stod under attack.   